# Haulies
Haulies (gaskognisch Haulias) ist eine französische Gemeinde mit 152 Einwohnern (Stand 1. Januar 2022) im Département Gers in der Region Okzitanien; sie gehört zum Arrondissement Mirande. Die Bewohner nennen sich Hauliens/Hauliennes.

## Geografie
Haulies liegt rund zwölf Kilometer südöstlich der Stadt Auch im Süden des Départements Gers. Der Fluss Arrats bildet teilweise die östliche Gemeindegrenze. Die Gemeinde besteht aus dem Dorf Haulies, mehreren Häusergruppen sowie Einzelgehöften.

## Geschichte
Wie Funde belegen, war der Ort schon in gallo-römischer Zeit bewohnt. Im Mittelalter lag der Ort in der Grafschaft Astarac, die ein Teil der Provinz Gascogne war. Alle Ortsteile gehörten von 1793 bis 1801 zum District Auch, zudem war Arcagnac von 1793 bis 1801 ein Teil des Kantons Seissan, während Haulies dem Kanton Auch zugeteilt war. Von 1801 bis 1824 lag Haulies im Kanton Auch-Sud, der heutige Ortsteil Arcagnac dagegen im Kanton Saramon. Ab 1824 gehörten beide Ortsteile zum Kanton Auch-Sud und von 1973 bis 2015 zum Wahlkreis (Kanton) Auch-Sud-Est-Seissan. Das gesamte Gemeindegebiet ist seit 1801 dem Arrondissement Auch zugeteilt. Im Jahr 1824 wurde die bis dahin selbständige Gemeinde Arcagnac (1821: 54 Einwohner) in die Gemeinde Haulies eingegliedert.

## Bevölkerungsentwicklung
| Jahr                       | 1962 | 1968 | 1975 | 1982 | 1990 | 1999 | 2006 | 2014 | 2020 |
| Einwohner                  | 81   | 70   | 52   | 59   | 76   | 81   | 99   | 163  | 163  |
| Quellen: Cassini und INSEE |      |      |      |      |      |      |      |      |      |

## Sehenswürdigkeiten
- Schlossruine des Château d’Arcagnac
- Romanische Kirche Sainte-Marie-Madeleine aus verschiedenen Jahrhunderten
- Denkmal für die Gefallenen[1]
- mehrere Wegkreuze
- Rundturm (auf Privatbesitz)
- Taubenschlag (auf Privatbesitz)

Quelle: